# Radio Suiza Internacional
Radio Suiza Internacional (SRI, alemán: Schweizer Radio International, francés: Radio Suisse Internationale, italiano: Radio Svizzera Internazionale) era la radiodifusora internacional de Suiza. Pertenecía a SRG SSR. Fue clausurada en 2004.
La señal de intervalo de Radio Suiza Internacional consiste en los primeros compases del volkslied Lueget, vo Berg und Tal.

## Historia
Radio Suiza Internacional tuvo origen cuando el llamado Servicio Suizo de Onda Corta transmitió por primera vez el 1 de agosto de 1935. Se usaron para ello las antenas de la Sociedad de las Naciones en Prangins. El Servicio Suizo de Onda Corta tenía por objetivo servir de enlace entre Suiza y los ciudadanos suizos residentes en el extranjero; así como divulgar la realidad y las aspiraciones de Suiza en el mundo. En 1938 el parlamento suizo concedió un crédito para la construcción de la primera antena transmisora de la emisora en Schwarzenburg.
En 1941 se crean emisiones por onda corta en español (hacia Suramérica), inglés y portugués. Durante la Segunda Guerra Mundial, las crónicas de los periodistas René Payot y Jean-Rodolphe von Salis representaron las voces de una radio libre situada en una Europa dominada por las Potencias del Eje. En 1946 se difunden programas en esperanto. Le sigue el árabe en 1964.
En la época de la Guerra Fría, Radio Suiza Internacional llegó a recibir hasta 130.000 cartas de los oyentes por año. Sondeos realizados entre los años 60 y 70 por la agencia Gallup en los Estados Unidos y el Club Internacional de la Onda Corta en Gran Bretaña otorgaban a Radio Suiza Internacional la más alta sintonía detrás de las emisoras internacionales de Estados Unidos, Gran Bretaña, Francia y Alemania.
En 1972 la estación pone en funcionamiento un transmisor de 500 kW en Sottens (Cantón de Vaud) para duplicar la potencia de la señal. El Servicio Suizo de Onda Corta cambió su nombre por el de Radio Suiza Internacional en 1978.
Radio Suiza Internacional tuvo un “Servicio de Transcripciones” que se dedicaba a reproducir los programas en casetes (luego se emplearon CDs) para ser enviados a emisoras de radio del mundo entero. Radio Suiza Internacional también produjo para canales de televisión aliados un programa llamado Swiss World.
El 12 de marzo de 1999 nació Swissinfo como portal web de Radio Suiza Internacional.
A partir del 2000 se decidió ir eliminando paulatinamente a Radio Suiza Internacional debido a la falta de recursos para los gastos referentes a antenas y satélites, como consecuencia de las medidas de ahorro de la Confederación Suiza. Primero desaparecieron las transmisiones en español en octubre de 2000. Finalmente se cerró el transmisor en Sottens y se abandonó los servicios en otros idiomas el 20 de octubre de 2004.

## Swissinfo
Desde la clausura de Radio Suiza Internacional, SRG SSR ha concentrado sus esfuerzos en el mantenimiento de Swissinfo como plataforma de información multimedia sobre Suiza en varios idiomas.